# Bowenov kristalizacijski niz
Bowenov kristalizacijski niz je delo kanadskega petrologa Normana Levija Bowena, s katerim se lahko razloži, zakaj se nekateri minerali nagibajo k temu, da se pojavljajo skupaj, medtem ko se nekateri drugi  skoraj popolnoma izključujejo. 
Bowen je na začetku 20. stoletja eksperimentiral z uprašenimi kamninami in jih segreval, dokler se niso stalile, potem pa jih je ohladil na ciljno temperaturo in opazoval, kateri minerali so izkristalili iz izbrane kamnine. Postopek je nadaljeval s postopmnim zniževanjem ciljne temperature,  iz dobljenih rezultatov pa je sestavil kristalizacijski niz, ki ga petrologi še danes sprejemajo kot idealiziran niz mineralov, ki kristalijo pri ohlajanju magme. Iz Bowenovega kristalizacijskega niza in sestave mineralov v izbrani kamnini se lahko v obratni smeri sklepa, v kakšnih relativnih pogojih je kamnina nastala.

### Opis
Bowenov kristalizacijski niz je razdeljen na nezvezno in zvezno vejo. Na vrhu obeh vej sta minerala, ki iz magme izkristalita prva. Ker ima Zemljino površje nizko temperaturo v primerjavi z  okolji, v katerih nastajajo kamnine, je iz niza razvidno, da so najbolj stabilni minerali na dnu niza, minerali na vrhu niza pa so najbolj nestabilni in podvrženi preperevanju (Goldichov niz preperevanja). 
Pojav je posledica zakonitosti, da so minerali najbolj stabilni pri pogojih, ki so blizu tistih, v katerih so nastali. To preprosto pomeni, da so visokotemperaturni minerali, ki iz magme  izkristalijo prvi, na Zemljini površini najbolj oddaljeni od pogojev, v katerih so nastali in so zato najmanj stabilni in bodo najhitreje prepereli. Nizkotemperaturni  minerali, ki kristalijo zadnji, so na Zemljini površini najbliže pogojem, v katerih so nastali in so zato najbolj stabilni.

## Vir
- Hurlbut, Cornelius S.; Klein, Cornelis (1985). Manual of Mineralogy (20 izd.). John Wiley & Sons, New York. COBISS 12123141. ISBN 0-471-80580-7.